# Leo Docherty
Pour les articles homonymes, voir Docherty.
Leo Docherty , né le 4 octobre 1976 à Glasgow, est un homme politique britannique, membre du Parti conservateur.
Il est député pour Aldershot de 2017 à 2024. Avant son entrée au parlement, Docherty est officier dans la Garde écossaise. Il est aussi auteur de Desert of Death (2007). 

## Jeunesse et carrière
Né en Écosse, Docherty passe sa jeunesse dans le Gloucestershire. De 1996 à 2000 il fait ses études à l'université de Londres où il obtient un B.A. en swahili et hindi. Il entre ensuite à l'académie royale militaire de Sandhurst, puis s'engage comme sous-lieutenant dans les Scots Guards.
Engagé en tant qu'officier de l'armée britannique, de 2001 à 2007, il combat en Irak et en Afghanistan, après une période passée en Allemagne et des fonctions cérémonielles à Londres.
Après son service militaire, il écrit 'Desert of Death', publié par Faber en 2007. Ce livre est un compte rendu de première main, critique de la guerre en Afghanistan. Vivant à Didcot dans l'Oxfordshire, il travaille comme écrivain et éditeur du magazine Steppe - une publication désormais disparue qui couvrait les arts, la culture, l'histoire, le paysage et les peuples d'Asie centrale. Il est nommé directeur du Conseil conservateur du Moyen-Orient en 2010 jusqu'à 2017. 
Docherty se présente avec succès en tant que candidat conservateur au quartier Hagbourne du South Oxfordshire District Council en mai 2011, se retirant à la fin de son mandat de quatre ans lors de la révision des quartiers. Il se présente sans succès en tant que candidat conservateur dans la division de Wallingford à l'Oxfordshire County Council en mai 2017. 

## Carrière parlementaire
Docherty demande en vain pour être le candidat conservateur à la circonscription d'Oxford East en 2014. Il est plutôt choisi pour se présenter pour le siège du parti travailliste sûr de Caerphilly aux élections générales de 2015, où il arrive troisième. 
En 2017, il est sélectionné comme candidat du Parti conservateur pour Aldershot, après que le député conservateur sortant Gerald Howarth ait annoncé qu'il se retirerait aux élections générales suivantes. Le Financial Times qualifie sa sélection de "dispute la plus médiatisée sur un choix de candidat, [dans lequel] la direction du parti a rejeté une demande de militants à Aldershot d'être autorisé à présenter Daniel Hannan, l'eurodéputé eurosceptique de premier plan, pour le siège sûr des conservateurs",. Il est élu lors des élections générales de 2017. 
Il soutient Boris Johnson lors de l'élection à la direction du Parti conservateur britannique de 2019. Le 29 juillet 2019, il est nommé au poste de whip adjoint du gouvernement. Il est Sous-secrétaire d'État parlementaire à la Défense et aux Anciens Combattants du 21 avril 2021 au 7 juillet 2022, puis Ministre d’État aux mêmes fonctions du 7 juillet au 7 septembre 2022. Il est Ministre d'État pour l'Europe du 7 septembre 2022 au 26 mars 2024, et ministre d'Etat aux Forces armées du 26 mars 2024 au 4 juillet 2024.
Sa campagne électorale bénéficie de dons totalisant plus de 10 000 £ de donateurs ayant des liens avec les États du Golfe. En tant que président du Conseil conservateur du Moyen-Orient et depuis qu'il est député, Docherty a souvent salué le travail des gouvernements d'Arabie saoudite et de Bahreïn et fait l'objet de certaines critiques de la part de députés et de journalistes de l'opposition, tels que Peter Oborne pour ses liens et son incapacité à toujours déclarer son registre d'intérêts lors de ses interventions sur le sujet au Parlement. Cependant, il nie tout conflit d'intérêts et, en tant que directeur du Conseil conservateur du Moyen-Orient, répond aux critiques concernant les dons reçus là-bas comme n'ayant pas influencé la prise de décision au sein du groupe. Les voyages de Docherty valaient au total 26 893 £ et étaient la valeur la plus élevée de tous les voyages des députés au cours de l'année suivant les élections générales de 2017.